# Yixun He
Der Fluss Yixun He (chinesisch 伊遜河 / 伊逊河, Pinyin Yīxùn Hé) ist ein Nebenfluss des Luan He in der chinesischen Provinz Hebei. Er ist 195 km lang.